# تیم ملی فوتبال زنان استرالیا
تیم ملی فوتبال زنان استرالیا (انگلیسی: Australia women's national soccer team) نماینده زنان این کشور در رده ملی است.

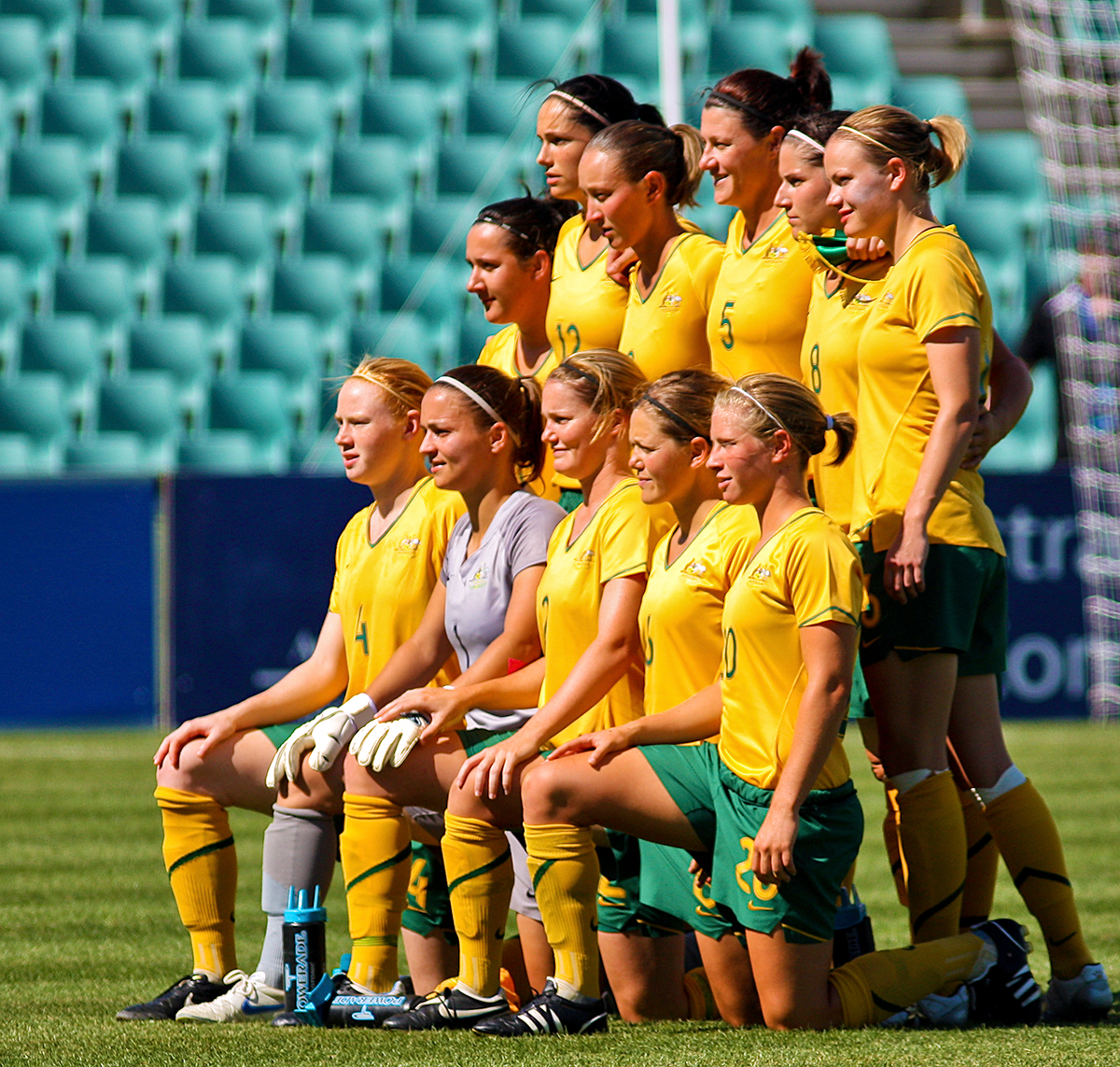